# Prima Repubblica di Armenia
La Prima Repubblica di Armenia, all'epoca ufficialmente denominata Repubblica di Armenia (in armeno Հայաստանի հանրապետութիւն?, Hayastani hanrapetowt'iwn), fu uno Stato fondato dopo lo scioglimento della Repubblica Federale Democratica Transcaucasica, nel periodo di caos politico e militare prodotto dalla disfatta dell'Impero russo durante la prima guerra mondiale e dalla successiva rivoluzione russa.
I capi del governo provenivano principalmente dalla Federazione Rivoluzionaria Armena (ARF o Dashnak). La Prima Repubblica di Armenia confinava a nord con la Repubblica Democratica di Georgia, a ovest con l'Impero ottomano, a sud con la Persia e a est con la Repubblica Democratica dell'Azerbaigian. Aveva una superficie totale di circa 70.000 km² e una popolazione di 1,3 milioni di abitanti.
Il 28 maggio 1918 il Consiglio nazionale armeno dichiarò l'indipendenza dell'Armenia. Fin dall'inizio, l'Armenia fu afflitta da una serie di problemi interni ed esteri. Una crisi umanitaria emerse dalle conseguenze del genocidio armeno quando decine di migliaia di rifugiati armeni dall'Impero ottomano si stabilirono lì. La Repubblica durò per oltre due anni, durante i quali fu coinvolta in diversi conflitti armati causati da dispute territoriali. Alla fine del 1920, la nazione fu conquistata dall'Armata Rossa russa. La Prima Repubblica, insieme alla Repubblica dell'Armenia montanara che respinse l'invasione sovietica fino al luglio 1921, cessò di esistere come Stato indipendente, soppiantata dalla Repubblica Socialista Sovietica Armena che divenne parte dell'Unione Sovietica nel 1922. Dopo la caduta dell'Unione Sovietica, la Repubblica ha riacquistato la sua indipendenza come l'attuale Repubblica di Armenia nel 1991.

## Contesto
L'offensiva russa durante la campagna del Caucaso della prima guerra mondiale, la successiva occupazione e la creazione di un governo amministrativo provvisorio diedero la speranza di porre fine al dominio turco ottomano nell'Armenia occidentale. Con l'aiuto di diversi battaglioni di armeni reclutati dall'Impero russo, l'esercito russo aveva compiuto progressi sul fronte del Caucaso, avanzando fino alla città di Erzurum nel 1916. I russi continuarono a fare notevoli progressi anche dopo la caduta dello zar Nicola II nel febbraio 1917.
Nel marzo 1917, la rivoluzione che rovesciò lo zar Nicola e la dinastia dei Romanov istituì un'amministrazione provvisoria, nota come governo provvisorio. Poco dopo, il governo provvisorio sostituì l'amministrazione del Granduca Nicola nel Caucaso con il Comitato speciale transcaucasico di cinque membri, noto con l'acronimo Ozakom. L'Ozakom includeva il democratico armeno Mikayel Papadjanian, ed era destinato a lenire le ferite inflitte dal vecchio regime. In tal modo, l'Armenia occidentale doveva avere un commissario generale e doveva essere suddivisa nei distretti di Trebisonda, Erzerum, Bitlis e Van. Il decreto fu un'importante concessione agli armeni: l'Armenia occidentale fu posta sotto il governo centrale e attraverso di esso sotto l'immediata giurisdizione armena. Il dottor Hakob Zavriev avrebbe operato agli affari civili e, a sua volta, avrebbe fatto in modo che la maggior parte dei funzionari civili fossero armeni.
Nell'ottobre 1917, i bolscevichi presero il potere dal governo provvisorio e annunciarono il ritiro delle truppe sia dal fronte occidentale che da quello del Caucaso. Gli armeni, i georgiani e i musulmani del Caucaso rifiutarono tutti la legittimità dei bolscevichi.

## Verso l'indipendenza

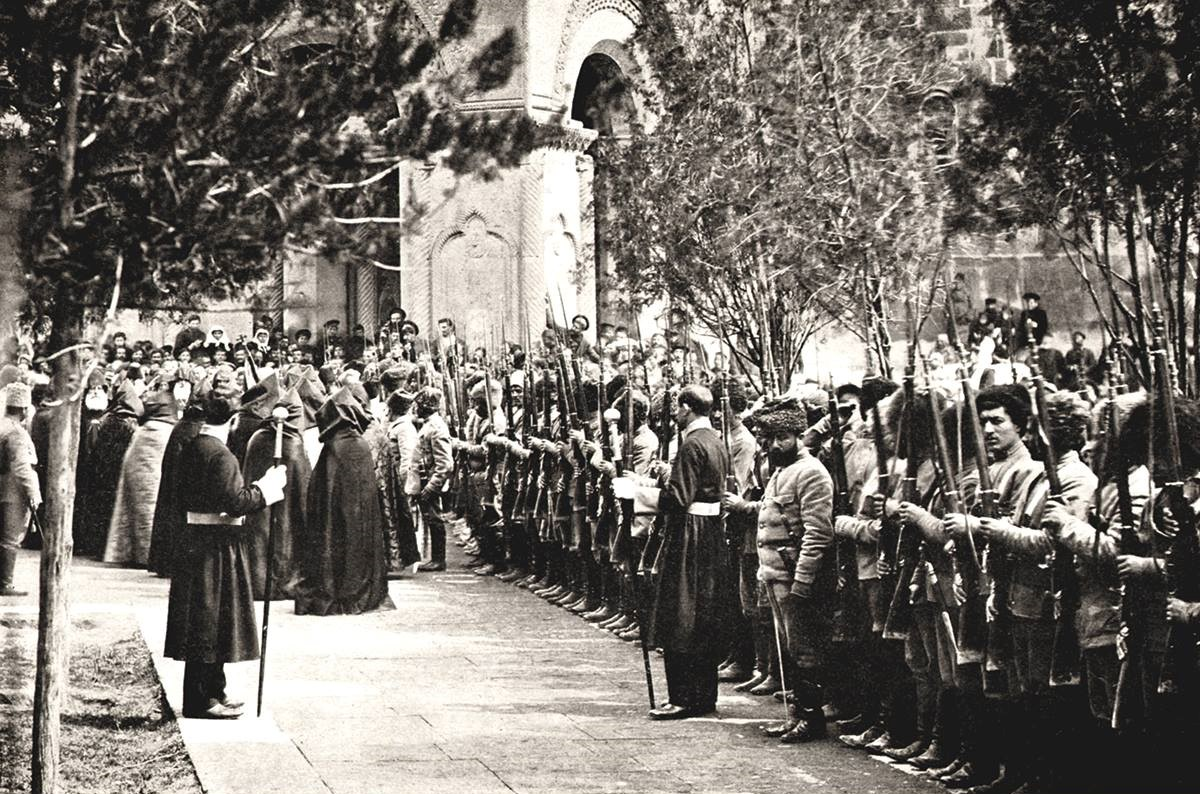
Esercito armeno, 1918.

Il 5 dicembre 1917, l'Impero ottomano e il Commissariato transcaucasico firmarono l'armistizio di Erzincan, ponendo fine al conflitto armato. Dopo la presa del potere da parte dei bolscevichi, un congresso multinazionale di rappresentanti transcaucasici si riunì per creare un organo esecutivo regionale provvisorio noto come Seim transcaucasico. Il Commissariato e il Seim erano pesantemente gravati dalla pretesa che il Caucaso meridionale formasse un'unità integrale di un'inesistente democrazia russa. I deputati armeni nel Seim speravano che le forze anti-bolsceviche in Russia avrebbero prevalso nella guerra civile russa e rifiutarono qualsiasi idea di separazione dalla Russia. Nel febbraio 1918, armeni, georgiani e musulmani si erano uniti con riluttanza per formare la Federazione Transcaucasica, ma le controversie tra i tre gruppi continuarono e l'unità iniziò a vacillare.
Il 3 marzo 1918, la Russia seguì l'armistizio di Erzincan con il Trattato di Brest-Litovsk e lasciò la guerra. Cedette il territorio dal 14 marzo all'aprile 1918, quando si tenne una conferenza tra l'Impero ottomano e la delegazione del Seim. Con il trattato di Brest-Litovsk, i russi permisero ai turchi di riconquistare le province dell'Armenia occidentale, nonché le province di Kars, Batumi e Ardahan.
Oltre a queste disposizioni, una clausola segreta obbligava gli armeni e i russi a smobilitare le loro forze sia nell'Armenia occidentale che in quella orientale. Dopo aver ucciso e deportato la maggior parte degli armeni dell'Armenia occidentale durante il genocidio armeno, l'Impero ottomano intendeva eliminare la popolazione armena dell'Armenia orientale. Poco dopo la firma di Brest-Litovsk, l'esercito turco iniziò la sua avanzata, conquistando Erzurum in marzo e Kars in aprile, che il governo transcaucasico di Nikolay Chkheidze aveva ordinato ai soldati di abbandonare. A partire dal 21 maggio, l'esercito ottomano avanzò nuovamente.

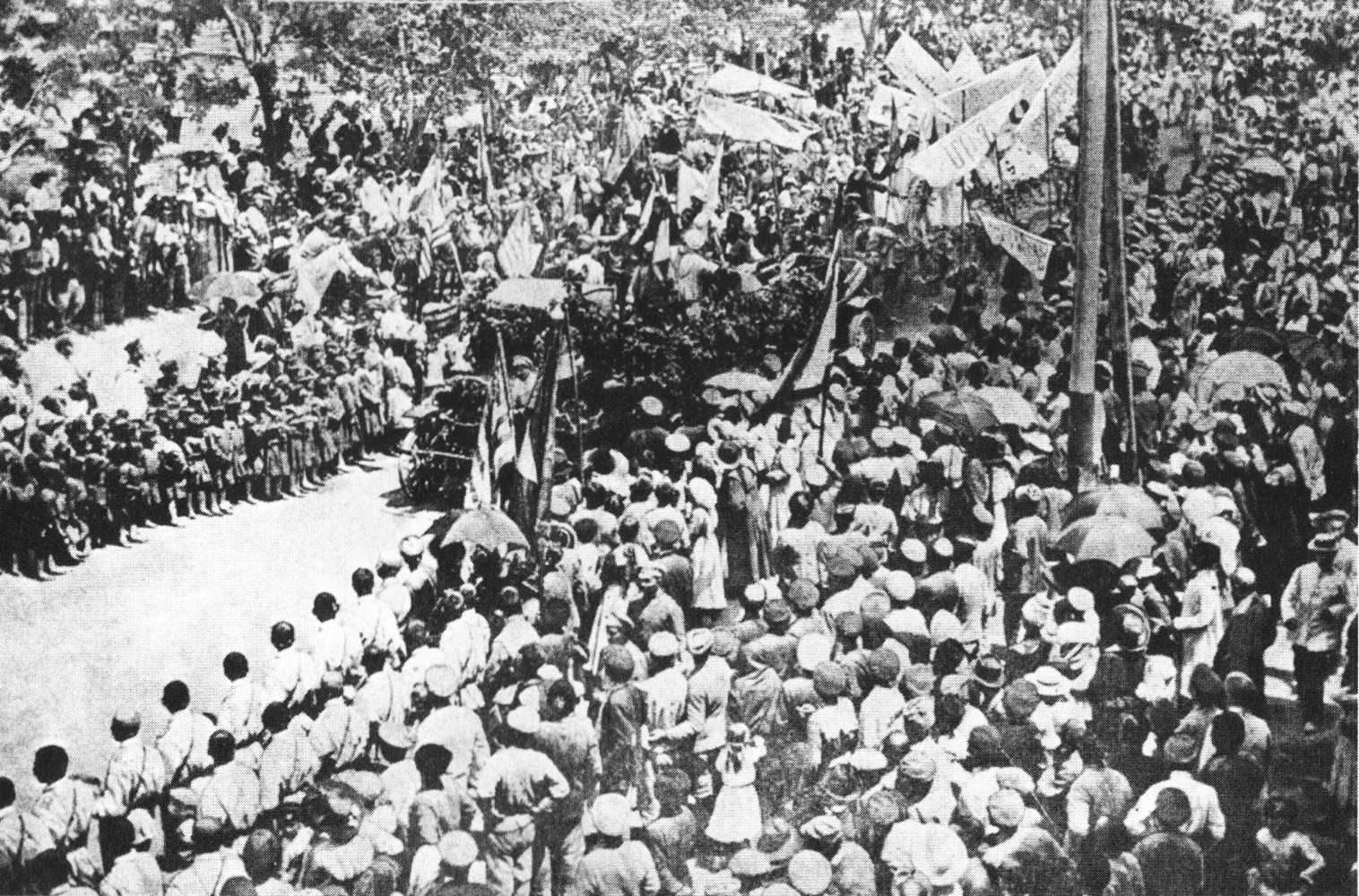
Celebrazione in Armenia.

L'11 maggio 1918 si aprì a Batumi una nuova conferenza di pace. In questa conferenza, gli ottomani estesero le loro richieste per includere Tiflis, così come Alessandropoli ed Echmiadzin, che volevano per la costruzione di una ferrovia per collegare Kars e Julfa con Baku. I membri armeni e georgiani della delegazione della Repubblica iniziarono a temporeggiare.
Il 26 maggio 1918 la Georgia dichiarò l'indipendenza; il 28 maggio firmò il Trattato di Poti e ricevette protezione dalla Germania. Il giorno seguente, il Consiglio nazionale musulmano a Tiflis annunciò l'istituzione della Repubblica Democratica dell'Azerbaigian.
Abbandonato dai suoi alleati regionali, il Consiglio nazionale armeno, con sede a Tiflis e guidato da intellettuali armeni russi che rappresentavano gli interessi armeni nel Caucaso, dichiarò la propria indipendenza il 28 maggio. Inviò Hovhannes Kajaznuni e Alexander Khatisyan, entrambi membri dell'ARF, a Erevan per assumere il potere e rilasciarono la seguente dichiarazione il 30 maggio (retroattiva al 28 maggio):
Nel frattempo, i turchi avevano conquistato Alessandropoli ed erano intenti ad eliminare il centro della resistenza armena con sede a Erevan. Gli armeni furono in grado di evitare la sconfitta totale e assestarono colpi devastanti all'esercito turco nelle battaglie di Sardarapat, Karakilisa e Abaran.
La Repubblica di Armenia dovette negoziare per il Trattato di Batumi, che fu firmato a Batumi il 4 giugno 1918. Fu il primo trattato dell'Armenia. L'Impero ottomano, dopo le conquiste di vaste aree di territorio, impose condizioni dure e la nuova Repubblica rimase a 10.000 chilometri quadrati di estensione.

## Amministrazione

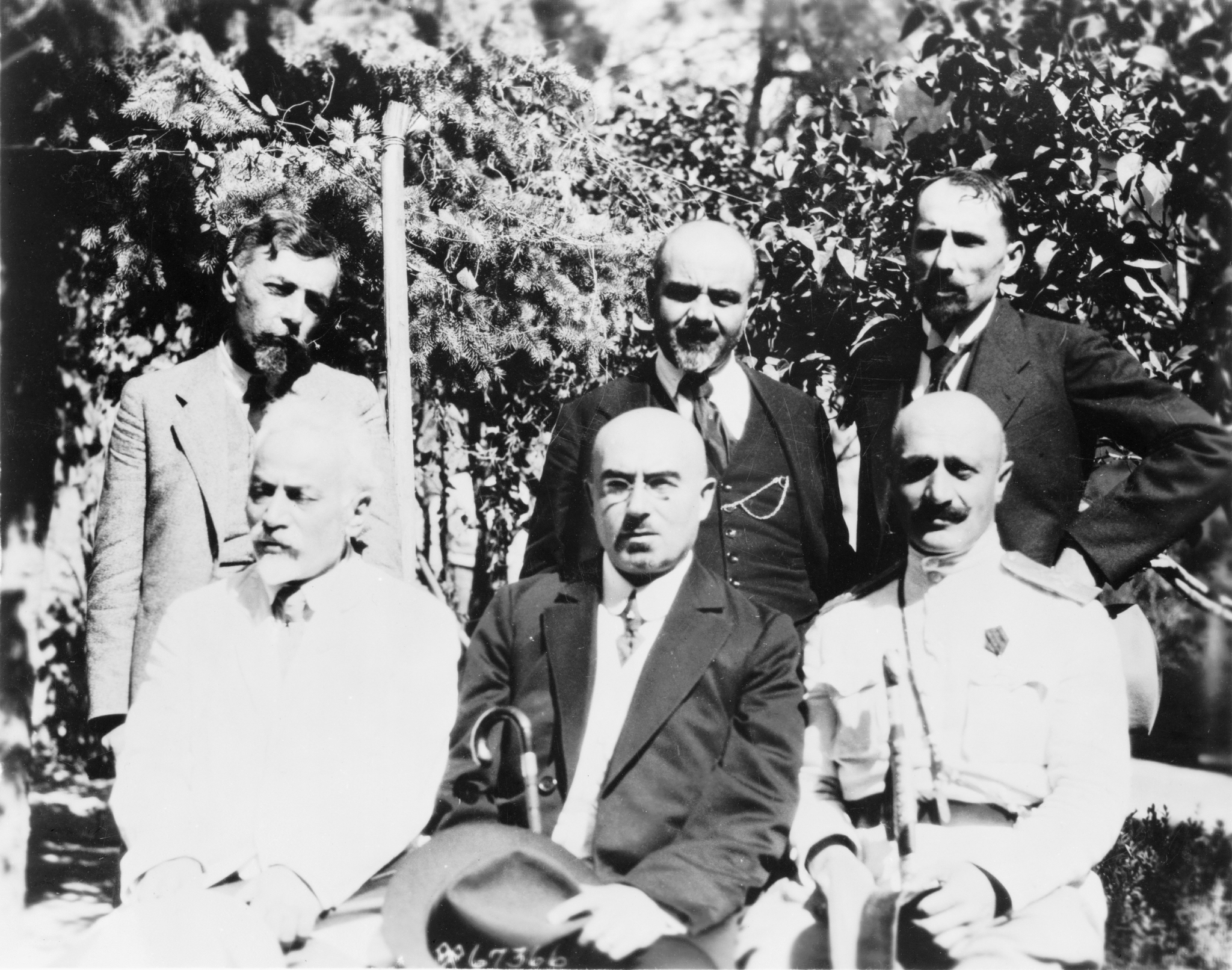
Membri del Secondo Gabinetto, 1º ottobre 1919.

Il 30 maggio 1918 la Federazione Rivoluzionaria Armena decise che l'Armenia doveva essere una repubblica sotto un governo di coalizione provvisorio. La dichiarazione affermava che la Repubblica di Armenia doveva essere uno Stato autonomo, dotato di una costituzione, della supremazia dell'autorità statale, dell'indipendenza, della sovranità e del potere plenipotenziario. Kajaznuni divenne il primo Primo Ministro del paese e Aram Manukian fu il primo ministro degli Interni.
La costituzione concedeva il suffragio universale a tutti i cittadini, indipendentemente dalle qualifiche e che avessero almeno vent'anni. Le prime elezioni con la nuova costituzione avvennero tra il 21 e il 23 giugno 1919 e degli 80 membri eletti al Parlamento, tre erano donne: Perchuhi Partizpanyan-Barseghyan, Varvara Sahakyan e Katarine Zalyan-Manukyan.

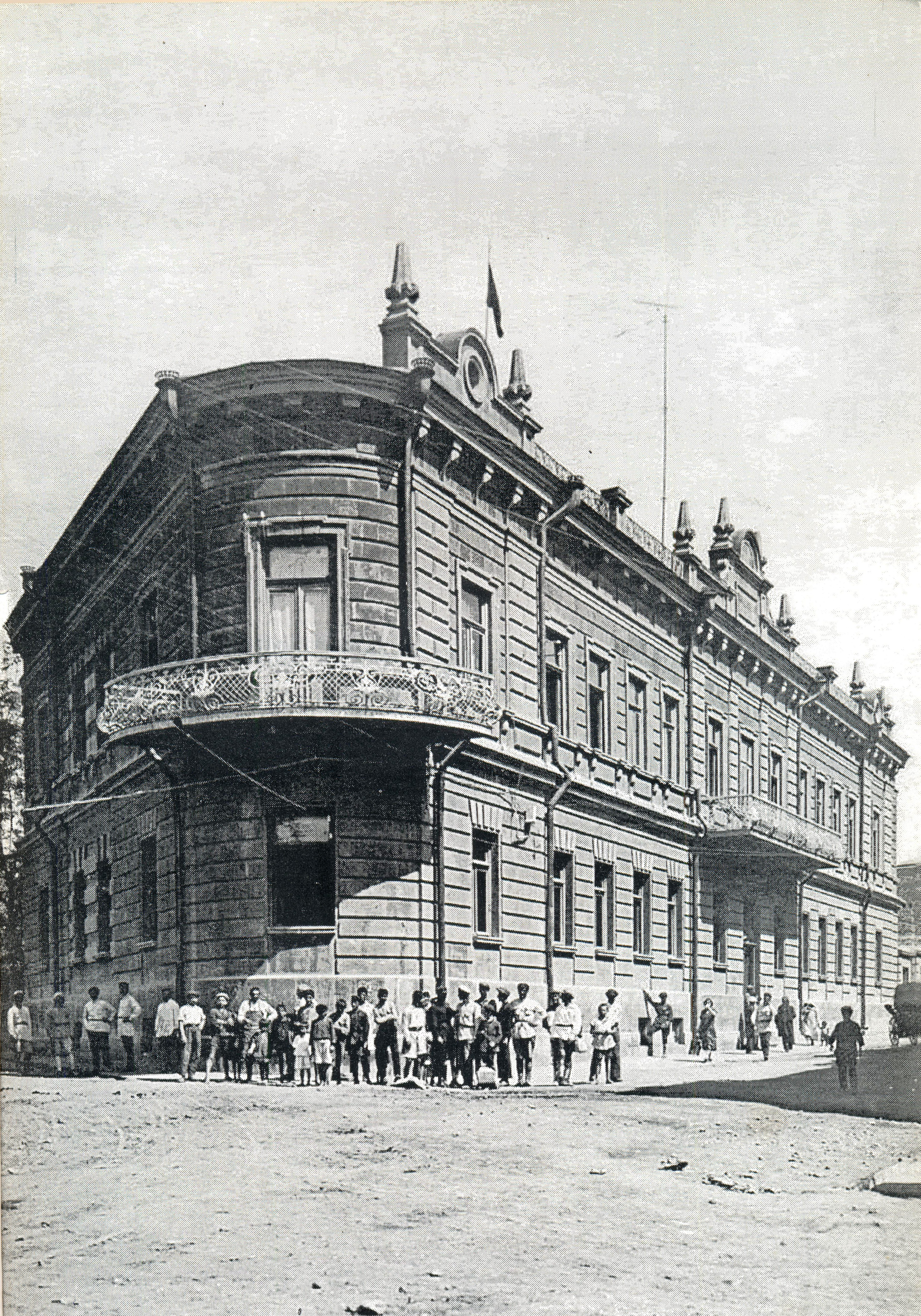
Palazzo del Governo, a Erevan.

L'Armenia istituì un Ministero degli Interni e creò una forza di polizia. Il 21 aprile 1920 il parlamento armeno approvò una legge sulla polizia, specificandone la struttura, la giurisdizione e le responsabilità. Il ministero dell'Interno era anche responsabile delle comunicazioni e del telegrafo, della ferrovia e del sistema pubblico scolastico, oltre a far rispettare la legge e l'ordine. Le riforme arrivarono presto e ciascuno di questi dipartimenti divennero ministeri.
Nel 1919 i vertici della Repubblica dovettero affrontare varie questioni su tre fronti: interno, regionale e internazionale. Il Congresso armeno degli armeni orientali che prese il controllo nel 1918 andò in pezzi e nel giugno 1919 si sarebbero tenute le prime elezioni nazionali. Durante gli anni '20, iniziati sotto la presidenza di Hovhannes Kajaznuni, gli armeni dell'ex Impero russo e degli Stati Uniti avrebbero contribuito allo sviluppo del sistema giudiziario della neonata Repubblica. Nel gennaio 1919 un altro importante traguardo fu completato dal Parlamento armeno, ovvero l'apertura della prima università statale del paese, l'Università Statale di Erevan.

## Esercito
Grazie agli sforzi del Consiglio nazionale armeno di Tiflis, il Corpo nazionale armeno fu istituito per combattere contro l'offensiva ottomana della fine del 1917 e dell'inizio del 1918. Il 13 dicembre 1917 fu istituito il Corpo nazionale armeno, con il generale Tovmas Nazarbekian nominato comandante e Drastamat Kanayan che divenne ministro della difesa. Nazarbekian utilizzò la sua esperienza nell'esercito russo del Caucaso per aiutare nella creazione dell'esercito regolare. Le unità di questo corpo costituivano la base dell'esercito armeno. I coscritti armeni e i volontari dell'esercito russo stabilirono in seguito il nucleo delle forze armate della Prima Repubblica. In conformità con i duri termini del Trattato di Batumi firmato il 4 giugno 1918, l'Impero ottomano smobilitò la maggior parte dell'esercito armeno. A loro era consentita solo una forza limitata ed erano severamente limitati nel luogo in cui le loro truppe potevano operare.

## Suddivisioni amministrative
| Province (Nahang) | Armeno           | Centro                  | Contea (Gavar) | Posizione |
| ----------------- | ---------------- | ----------------------- | --- | --- |
| Ararat            | Արարատյան նահանգ | Erevan                  | - Erevan (Erivan) - Echmiadzin - Nor Bayazet - Surmalu - Sharur - Daralagyaz - Nakhijevan (Nakhichevan) - Gokhtan | Piana dell'Ararat, Kotayk, bacino del Lago Sevan, Nakhichevan, Vayots Dzor e l'area intorno al monte Aragats (Aragatsotn) |
| Vanand            | Վանանդի նահանգ   | Kars                    | | Regione storica di Vanand                                                                                                 |
| Shirak            | Շիրակի նահանգ    | Alessandropoli (Gyumri) | | Regioni storiche di Shirak, Lori, Javakhk and Tavush                                                                      |
| Syunik            | Սյունիքի նահանգ  | Goris                   | | Regioni storiche di Syunik (Zangezur) and Artsakh (Nagorno-Karabakh)                                                      |

La repubblica comprendeva le seguenti aree amministrative dell'ex Impero russo.
| Distretti e contee (okrug e uezd) | Parti                                                                          |
| Governatorato di Erivan           | Governatorato di Erivan                                                        |
| --------------------------------- | ------------------------------------------------------------------------------ |
| Tutto                             | Tutto                                                                          |
| Oblast' di Kars                   |                                                                                |
| Kars                              | Tutto                                                                          |
| Kaghzvan                          | Tutto                                                                          |
| Olti                              | Tutto (parzialmente controllato da gruppi armati musulmani filo-turchi locali) |
| Ardahan                           | Parte meridionale                                                              |
| Governatorato di Elizavetpol'     |                                                                                |
| Zangezur                          | Tutto                                                                          |
| Kazakh                            | Parte montuosa (subdistretto di Ijevan)                                        |
| Elizabethpol                      | Parte montuosa                                                                 |
| Shusha                            | Parte montuosa                                                                 |
| Jevanshir                         | Parte montuosa                                                                 |
| Karyagino (Jabrayil)              | Parte montuosa                                                                 |
| Governatorato di Tiflis           |                                                                                |
| Borchalu                          | Parte meridionale (subdistretto di Lori)                                       |

## Popolazione

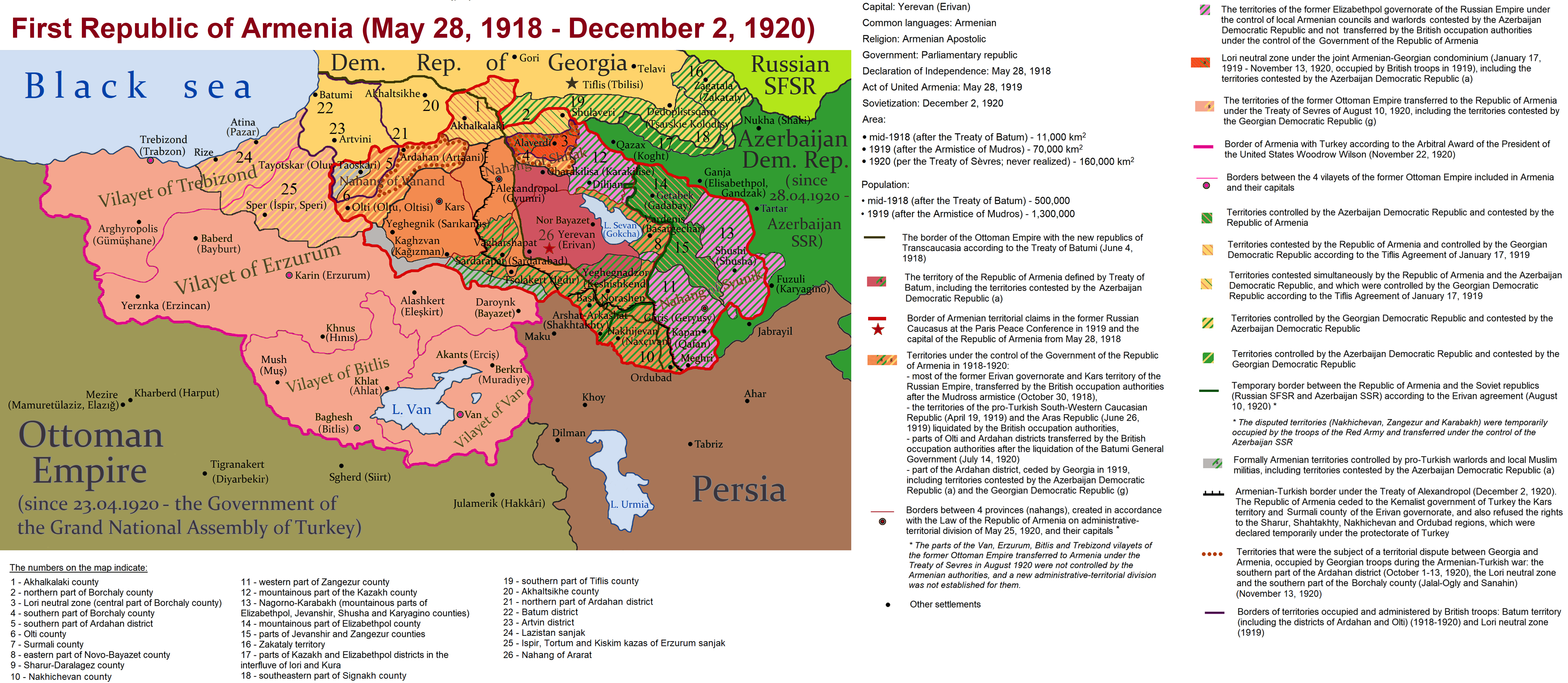
Prima Repubblica d'Armenia nel 1918-1920

Prima della prima guerra mondiale, nel 1914, il territorio faceva parte dell'Armenia russa; della popolazione armena totale di 2.800.000, circa 1.500.000 vivevano nell'Impero ottomano, e il resto era nell'Armenia russa. Una stima nel 1918, durante il primo anno della nuova Repubblica Armena, indicava che c'erano 800.000 armeni e più di 100.000 musulmani, per lo più turchi ottomani, turchi azeri e curdi un po' ovunque. Degli 800.000 armeni, circa 500.000 erano armeni russi nativi e 300.000 erano profughi indigenti e affamati in fuga dai massacri avvenuti nell'Impero ottomano.
La popolazione armena sopravvissuta nel 1919 era di 2.500.000, di cui due milioni distribuiti nel Caucaso. Di questi 2.000.000 nel Caucaso, 1.300.000 si trovavano entro i confini della nuova Repubblica di Armenia, che comprendeva da 300.000 a 350.000 profughi fuggiti dall'Impero ottomano. C'erano 1.650.000 armeni nella nuova Repubblica. A questa popolazione armena si aggiunsero anche da 350.000 a 400.000 persone di altre nazionalità, e una popolazione totale di circa 2.000.000 all'interno della Repubblica Armena.
La popolazione armena sopravvissuta nel 1921 era di 1.200.000 nella repubblica, 400.000 in Georgia, 340.000 in Azerbaigian e quelle delle altre regioni del Caucaso portarono il totale a 2.195.000.

### Problema dei rifugiati
C'era anche un problema di insediamento armeno che portò al conflitto con altri residenti etnici. In tutto, vi erano oltre 300.000 rifugiati armeni amareggiati e impazienti in fuga dal genocidio armeno nell'Impero ottomano che erano da allora sotto la responsabilità del governo. Ciò si rivelò un problema umanitario insormontabile. Il tifo era una malattia grave, a causa dei suoi effetti sui bambini. Le condizioni nelle regioni periferiche, non necessariamente costituite da rifugiati, non erano migliori. La struttura di governo ottomana e l'esercito russo si erano già ritirati dalla regione. Il governo armeno non aveva né tempo né risorse per ricostruire l'infrastruttura. I 393.700 rifugiati erano sotto la loro giurisdizione come segue:
| Distretti                           | Numero di rifugiati |
| ----------------------------------- | ------------------- |
| Erevan                              | 75,000              |
| Ejmiatsin                           | 70,000              |
| Novo-Bayazit (Gavar)                | 38,000              |
| Daralagyaz (Vayots Dzor)            | 36,000              |
| Bash-Abaran (Aparan)                | 35,000              |
| Ashtarak                            | 30,000              |
| Akhta - Yelenovka (Hrazdan - Sevan) | 22,000              |
| Bash-Garni                          | 15,000              |
| Karakilisa (Vanadzor)               | 16,000              |
| Dilijan                             | 13,000              |
| Armenia                             | 350,000             |

## Relazioni internazionali
Il 19 gennaio 1920 la Società delle Nazioni riconobbe il governo armeno come governo de facto dell'Armenia.
Nel 1920, la Repubblica di Armenia amministrava un'area che comprendeva la maggior parte degli attuali distretti dell'Armenia, Kars, Igdir e Chuldur e Gole di Ardahan, mentre le regioni di Nakhichevan, Nagorno-Karabakh, Zangezur (oggi provincia armena di Syunik) e Qazakh furono contese e combattute con l'Azerbaigian. La regione di Oltu (brevemente amministrata dalla Georgia nel 1920) fu rivendicata anche dall'Armenia. L'area a maggioranza armena di Lori era contesa e amministrata dalla Georgia. Alcune aree a sud di Erevan che erano popolate da musulmani non riconoscevano l'autorità armena e resistevano ai tentativi del governo armeno di affermare il proprio controllo su quelle regioni.
Tuttavia, dopo la firma del Trattato di Sèvres nel 1920, l'Armenia ottenne un riconoscimento internazionale formale. Gli Stati Uniti, così come alcuni paesi sudamericani, aprirono ufficialmente canali diplomatici con il governo. Numerose missioni armene furono stabilite anche in Gran Bretagna, Italia, Germania, Serbia, Romania, Grecia, Iran, Giappone e Africa.

### Guerra georgiano-armena
Nel dicembre 1918, l'Armenia e la Georgia furono impegnate in un breve conflitto militare sulle aree contese di confine nei distretti di Lori e Akhalkalak, in gran parte popolati da armeni, insieme ad alcune altre regioni vicine. Entrambe le nazioni rivendicarono i distretti che la Georgia aveva occupato dopo il ritiro ottomano dall'area. I combattimenti inconcludenti continuarono per due settimane. Un'offensiva armena sotto la guida di Drastamat Kanayan ottenne notevoli guadagni territoriali nei primi dieci giorni. Fino al 25 dicembre le truppe armene avevano raggiunto posizioni a 50 chilometri da Tiflis (che all'epoca aveva una pluralità di popolazione armena), quando intervennero i rappresentanti alleati nella città. Il 1º gennaio 1919, le operazioni militari di entrambe le parti cessarono e iniziarono i colloqui di pace sotto la supervisione di inglesi e francesi, che si conclusero a Tbilisi pochi giorni dopo. Il progetto del piano britannico stabiliva che le truppe georgiane sarebbero rimaste ad Akhalkalak e nel nord di Borchalu, mentre le forze armene si sarebbero stabilite nel sud di Borchalu e gli inglesi avrebbero preso posizione tra i due avversari. Ciò costrinse gli armeni a rinunciare ai loro guadagni durante la guerra. La Georgia accettò il piano e gli alleati decisero di imporlo con o senza l'approvazione del governo armeno. Infine, le ostilità terminarono il 31 dicembre quando le parti si accordarono sul cessate il fuoco mediato dai britannici. La mediazione britannica facilitò la fine della guerra, e portò all'istituzione di un'amministrazione civile congiunta armeno-georgiana nella "zona neutrale di Lori" o nel "Condominio Shulavera". Lungo il confine appena creato numerosi insediamenti armeni come Akhalkalak, Samshvilde, Bolnis-Khachen e Shulaver rimasero da allora sotto il controllo georgiano, mentre non vi erano insediamenti georgiani sotto il controllo armeno.
I rapporti tra Armenia e Georgia, tuttavia, rimasero tesi. Nella primavera del 1919, i funzionari dell'agenzia di soccorso americana iniziarono a lamentarsi del fatto che i funzionari georgiani, che chiedevano una parte delle provviste, stavano ostacolando il traffico ferroviario che trasportava rifornimenti vitali di farina e altri alimenti in Armenia. Mosso dalle loro lamentele e dalla debilitante crisi alimentare in Armenia, Georges Clemenceau, in qualità di presidente della Conferenza di Versailles, pubblicò una lettera di protesta il 18 luglio, invitando la Georgia a cessare ulteriori interferenze. La Georgia emesse la propria protesta contro questo comunicato, ma il 25 luglio i funzionari americani riferirono già che il traffico ferroviario aveva iniziato a riprendere. Nell'autunno del 1919, i due Paesi avviarono i negoziati per un nuovo trattato di transito.

### Guerra armeno-azera
Esisteva un notevole grado di ostilità tra l'Armenia e il suo nuovo vicino a est, la Repubblica Democratica dell'Azerbaigian, derivante in gran parte da differenze etniche, religiose, culturali e sociali. Gli azeri avevano stretti legami etnici e religiosi con i turchi e avevano fornito loro supporto materiale nel loro viaggio verso Baku nel 1918. Sebbene i confini dei due paesi fossero ancora indefiniti, l'Azerbaigian rivendicò la maggior parte del territorio su cui si trovava l'Armenia, richiedendo tutte o la maggior parte delle ex province russe di Elizavetpol', Tiflis, Erevan, Kars e Batumi. Poiché la diplomazia non riuscì a raggiungere un compromesso, anche con la mediazione dei comandanti di un corpo di spedizione britannico che si era stabilito nel Caucaso, gli scontri territoriali tra l'Armenia e l'Azerbaigian ebbero luogo durante tutto il 1919 e il 1920, in particolare nelle regioni di Nakhichevan, Karabakh e Syunik (Zangezur). I ripetuti tentativi di portare queste province sotto la giurisdizione dell'Azerbaigian incontrarono una feroce resistenza da parte dei loro abitanti armeni. Nel maggio 1919, Dro guidò un'unità di spedizione che riuscì a stabilire il controllo amministrativo armeno nel Nakhichevan.
Mentre i problemi con l'Azerbaigian continuavano, fu istituito un nuovo Stato autoproclamato e non riconosciuto guidato da Fakhr al-Din Pirioghlu e centrato a Kars, la Repubblica del Caucaso sudoccidentale. Tale entità rivendicava il territorio intorno alle regioni di Kars e Batumi, i distretti di Nakhichevan e Sharur della provincia di Erevan e i distretti di Akhaltsikhe e Akhalkalaki della provincia di Tiflis. Esisteva accanto un governatorato generale britannico creato durante l'intervento dell'Intesa in Transcaucasia. Fu abolito dall'alto commissario britannico, l'ammiraglio Somerset Arthur Gough-Calthorpe, nell'aprile 1919 e la regione fu assegnata alla Repubblica Armena.

## Trattato di Sèvres

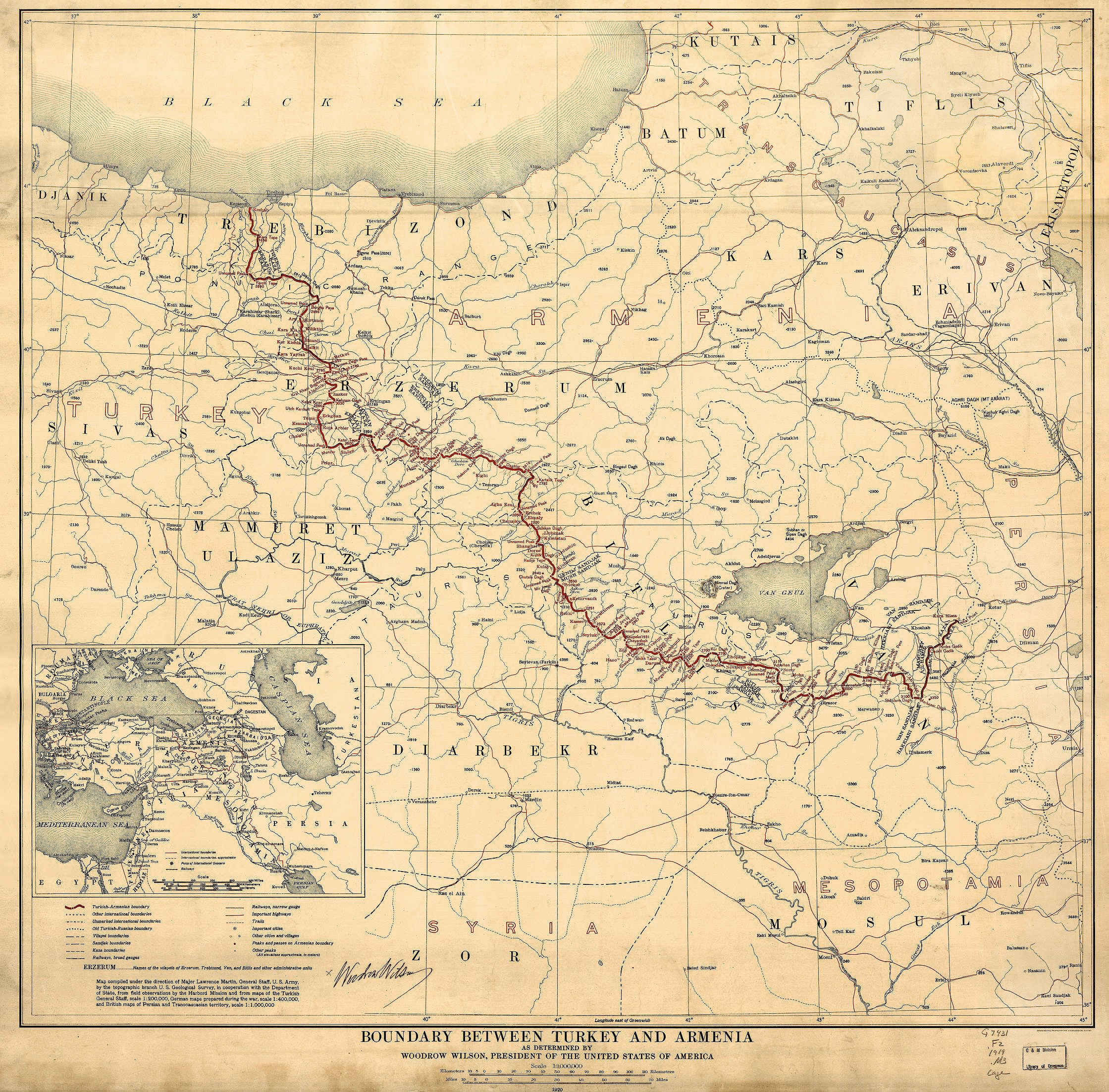
Il confine turco-armeno previsto dal Trattato di Sèvres.

Il Trattato di Sèvres venne firmato tra le potenze alleate e associate e l'Impero ottomano a Sèvres, in Francia, il 10 agosto 1920. Il trattato includeva una clausola sull'Armenia: faceva sì che tutte le parti firmatarie riconoscessero l'Armenia come uno Stato libero e indipendente. Il disegno dei confini definiti fu tuttavia lasciato al presidente Woodrow Wilson e al Dipartimento di Stato degli Stati Uniti, e fu presentato all'Armenia solo il 22 novembre. I nuovi confini davano all'Armenia l'accesso al Mar Nero e assegnavano ampie porzioni delle province orientali dell'Impero ottomano alla repubblica.

## Invasione turca e sovietica

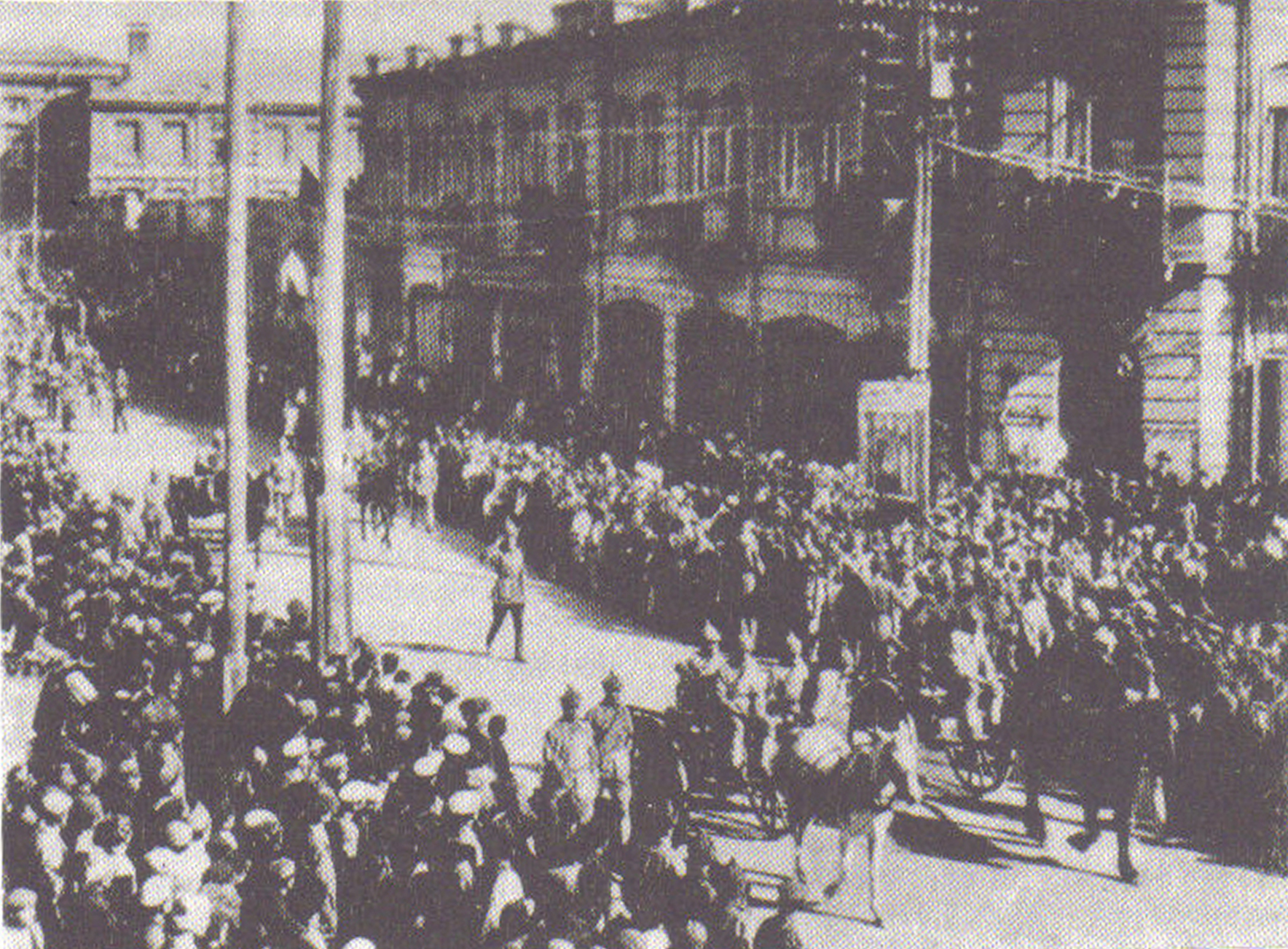
Membri dell'11ª Armata Rossa sovietica marciano lungo l'Abovyan Boulevard di Erevan, ponendo effettivamente fine all'autogoverno armeno.

Il 20 settembre 1920, il generale turco Kazım Karabekir invase la regione di Sarikamish, nel tentativo di riconquistare l'area persa nel Trattato di Sèvres. In risposta, l'Armenia dichiarò guerra alla Turchia il 24 settembre, scatenando così la guerra turco-armena. Nelle regioni di Oltu, Sarikamish, Kars, Alessandropoli (Gyumri) le forze armene si scontrarono con quelle del XV Corpo di Karabekir. Temendo un possibile sostegno russo all'Armenia, Mustafa Kemal aveva in precedenza inviato diverse delegazioni a Mosca in cerca di un'alleanza, trovando una risposta ricettiva dal governo sovietico, che iniziò a inviare oro e armi ai rivoluzionari turchi. Ciò si rivelò disastroso per gli armeni.
L'11ª Armata Rossa iniziò la sua avanzata senza opposizione in Armenia il 29 novembre 1920. L'effettivo trasferimento del potere avvenne il 2 dicembre a Erevan. La leadership armena approvò un ultimatum, presentato dal plenipotenziario sovietico Boris Legran. L'Armenia decise di unirsi alla sfera sovietica, mentre la Russia sovietica accettò di proteggere il suo territorio rimanente dall'avanzata dell'esercito turco. I sovietici si impegnarono anche a prendere provvedimenti per ricostruire l'esercito, proteggere gli armeni e non perseguire gli armeni non comunisti. La condizione finale di questo impegno fu rinnegata quando i membri del Dashnak furono costretti a lasciare il paese a seguito di un tentativo di rivolta.
L'Armenia lasciò il posto al potere comunista alla fine del 1920. Nel novembre 1920, i rivoluzionari turchi conquistarono Alessandropoli ed erano pronti a trasferirsi nella capitale. Il 18 novembre venne concluso un cessate il fuoco. Successivamente furono condotti negoziati tra Karabekir e una delegazione di pace guidata da Alexander Khatisian ad Alessandropoli; sebbene le condizioni di Karabekir fossero estremamente dure, la delegazione armena non fece altro che accettarle. Il Trattato di Alessandropoli fu così firmato il 3 dicembre 1920.
Il 5 dicembre entrò in città anche il Comitato rivoluzionario armeno (Revkom, composto principalmente da armeni provenienti dall'Azerbaigian). Infine, il giorno successivo, il 6 dicembre, la Čeka di Felix Dzerzhinsky entrò a Erevan, ponendo così fine all'esistenza della Prima Repubblica di Armenia. A quel punto ciò che restava dell'Armenia era sotto l'influenza dei bolscevichi. La parte occupata dalla Turchia rimase per la maggior parte loro, come previsto dal successivo Trattato di Kars. Fu presto proclamata la Repubblica Socialista Sovietica Armena sotto la guida di Aleksandr Myasnikyan che sarebbe stata poi inclusa nella neonata Repubblica Socialista Federativa Sovietica Transcaucasica.

## Mappe

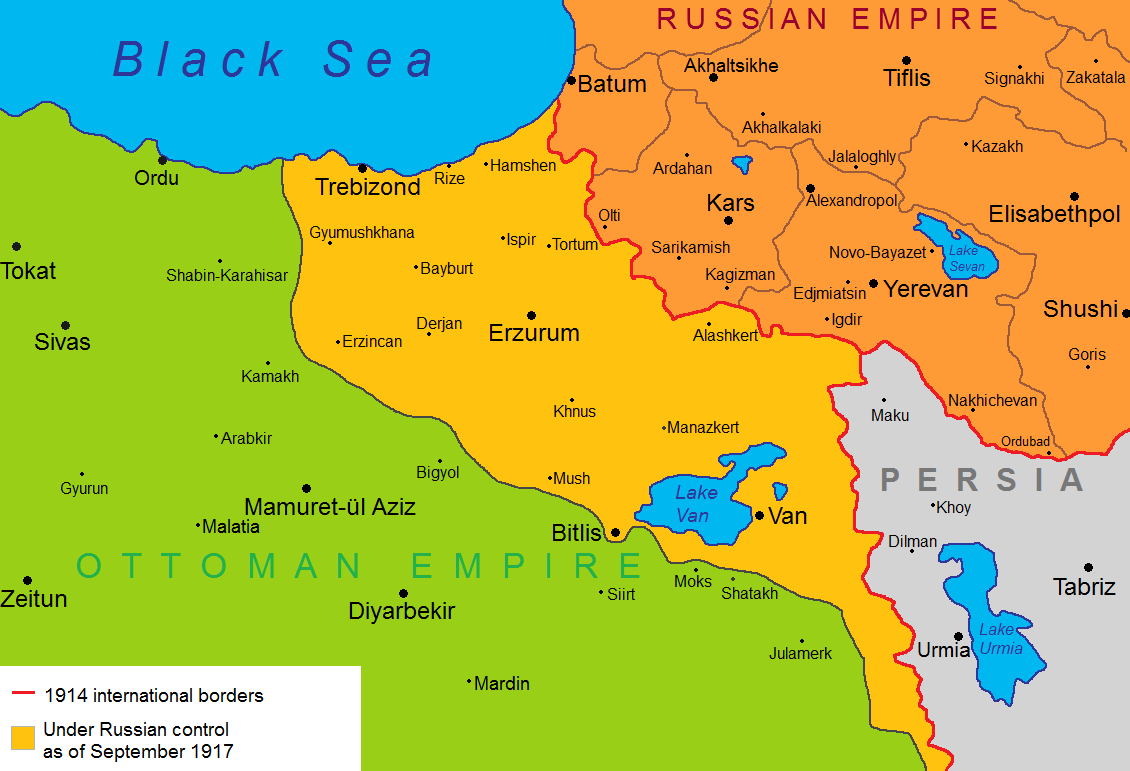
Area occupata dai russi dell'Armenia turca nel 1917, un anno prima della creazione della Repubblica e del crollo della controffensiva russo-armena.
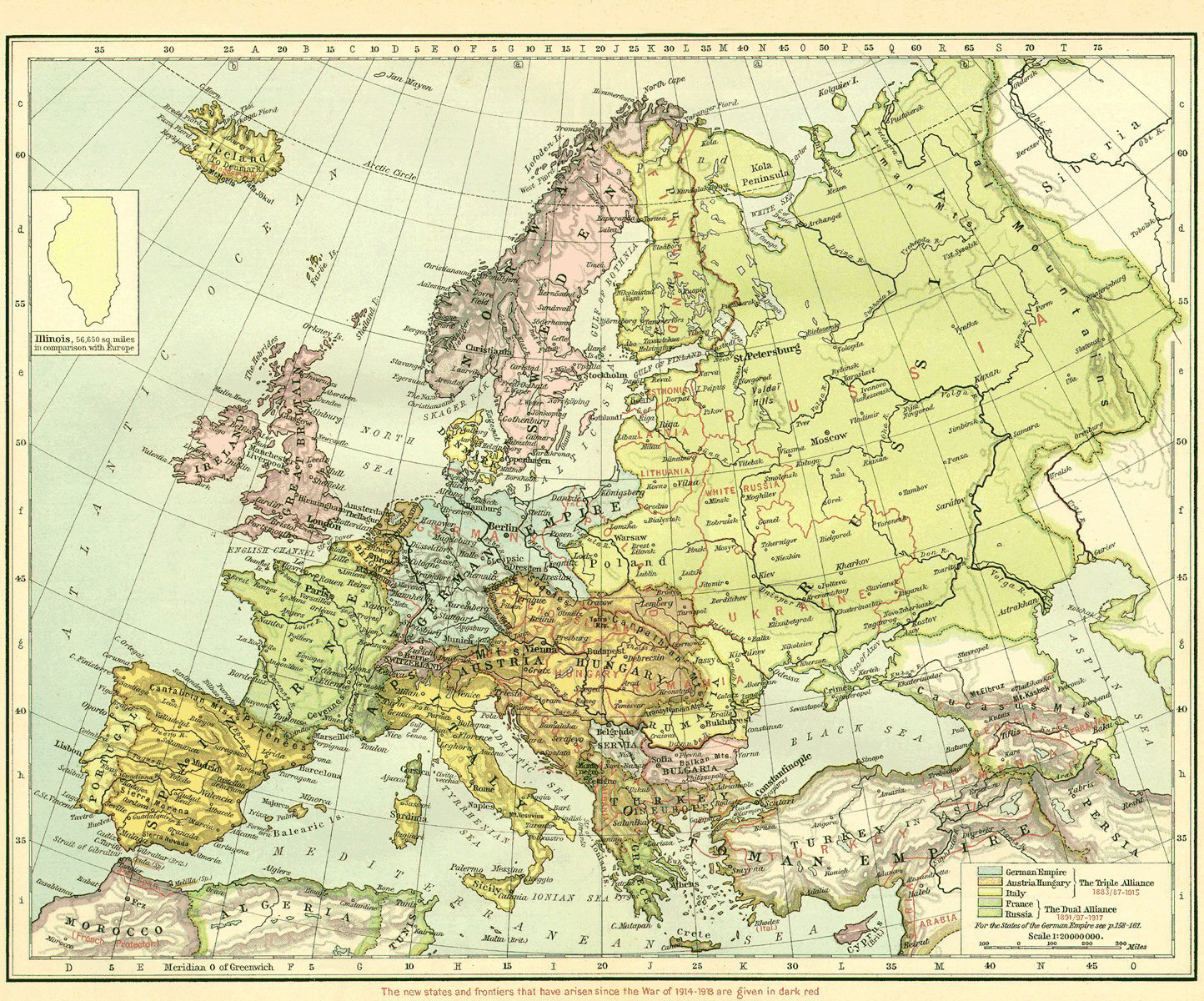
Europa nel 1912 e 1918.
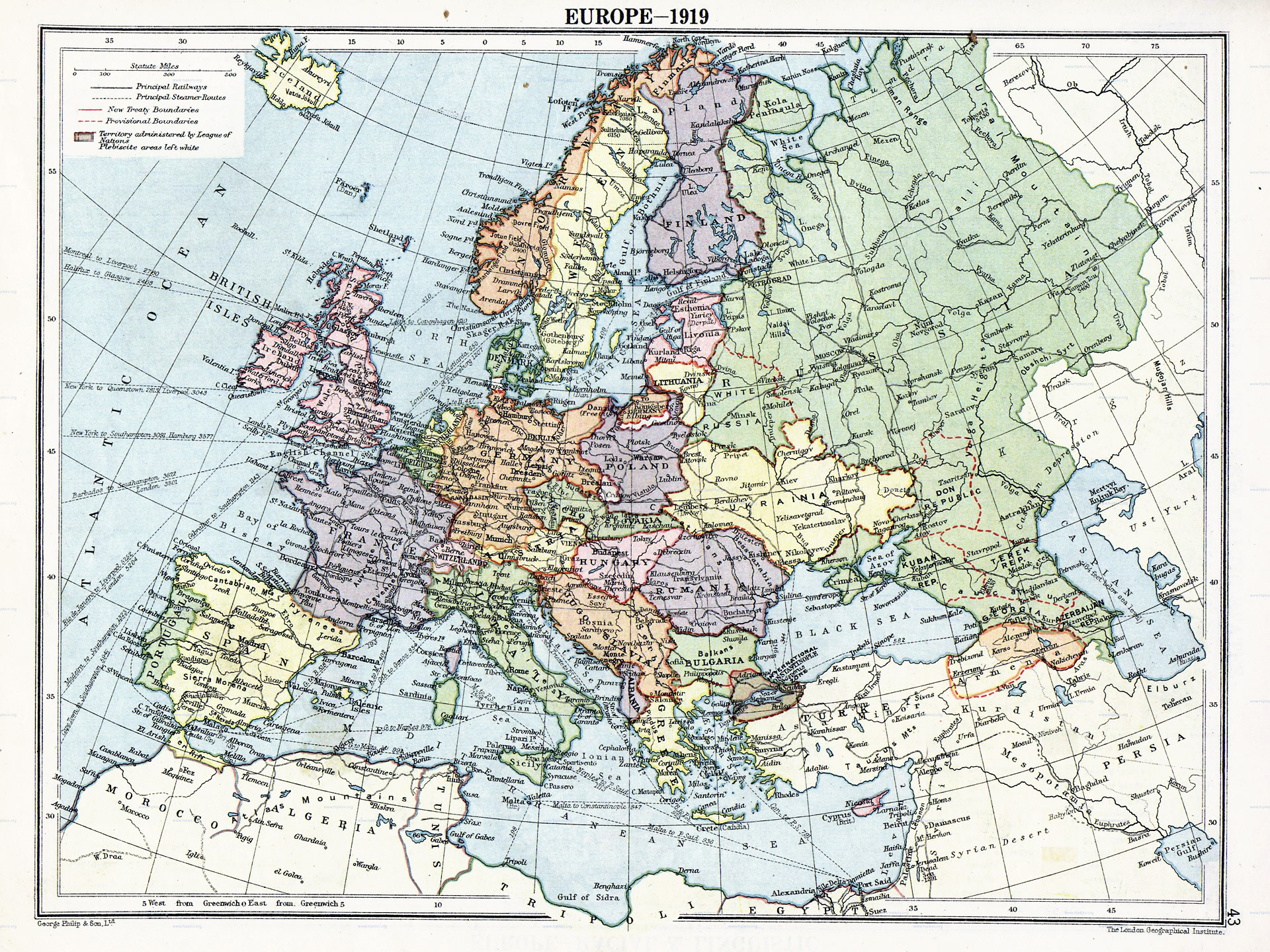
Europa nel 1919.
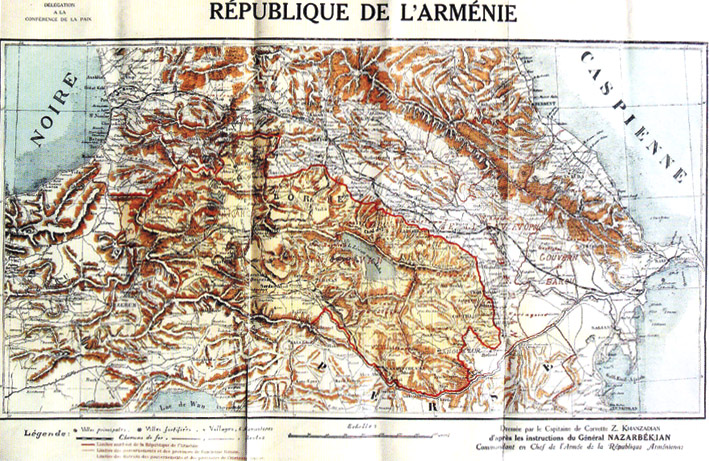
Rivendicazioni presentate dalla Repubblica di Armenia alla Conferenza di pace di Parigi, 1919.

## Nella cultura
Il memoriale di Sardarapat nel sito della battaglia di Sardarabad è il simbolo della Prima Repubblica. Ogni anno, il 28 maggio, la leadership politica dell'Armenia e migliaia di persone comuni visitano il memoriale per celebrare la fondazione dello stato armeno.
Nel suo racconto Antranik of Armenia, lo scrittore armeno-americano William Saroyan scrive della Prima Repubblica di Armenia. "Era una piccola nazione, naturalmente, una nazione molto poco importante, circondata da tutti i lati da nemici, ma per due anni l'Armenia fu l'Armenia e la capitale fu Erivan. Per la prima volta in migliaia di anni l'Armenia fu l'Armenia."